# Bernd Schirmer
Bernd Schirmer (* 23. Februar 1940 in Leipzig) ist ein deutscher Autor und Dramaturg.
Der Sohn eines Lehrers und einer Köchin wurde 1940 in Leipzig geboren, verbrachte seine Kindheit und Jugend jedoch in der erzgebirgischen Bergstadt Scheibenberg. Nach Ablegen seines Abiturs 1958 folgte eine zweijährige Dienstzeit in der Nationalen Volksarmee. Von 1961 bis 1965 studierte Schirmer die Germanistik und die Anglistik an der Karl-Marx-Universität Leipzig. Anschließend war er bis 1968 als Hörspieldramaturg in Berlin tätig. Von 1969 bis 1972 arbeitete er als Deutschdozent an der Universität Algier und von 1973 bis 1991 als Dramaturg beim Deutschen Fernsehfunk. Seitdem ist er freischaffender Autor. Er ist Mitglied im PEN-Zentrum Deutschland.
Schirmer lebt im Dahlwitz-Hoppegartener Ortsteil Waldesruh.

## Werke
- Wo Moths wohnt, Erzählungen, Mitteldeutscher Verlag, Halle 1973
- Erkundungen, 22 algerische Erzähler (Herausgeber), Verlag Volk und Welt, Berlin 1973
- Doktorspiel, Erzählung, Mitteldeutscher Verlag, Halle 1976 u. a. als E-Book: Edition digital, Godern 2012, ISBN 978-3-86394-769-9
- Sindbads Mütze, Erzählungen, Mitteldeutscher Verlag, Halle 1980
- Brot und Salz, Fünfzehn Hörspiele aus den siebziger Jahren (Herausgeber), Reclam-Verlag, Leipzig 1982
- Die Hand der Fatima auf meiner Schulter. Algerische Reisebilder, Mitteldeutscher Verlag, Halle 1984
- Fensterplatz in Japan. Bilder einer Reise, Mitteldeutscher Verlag, Halle 1989
- Der Große Eisfresser, Kinderbuch, Altberliner Verlag, Berlin 1991
- Schlehweins Giraffe, Roman, Eichborn, Frankfurt/Main 1992; illustrierte Taschenbuchausgabe: Edition Schwarzdruck, Berlin, 2000
- Cahlenberg, Roman, Connewitzer Verlagsbuchhandlung Peter Hinke, Leipzig 1994
- Der letzte Sommer der Indianer, Roman, Eulenspiegel Verlag, Berlin 2005
- Auszeit in Neapel, Eine Liebesgeschichte, Edition Schwarzdruck, Berlin 2010
- Silberblick, Roman, Connewitzer Verlagsbuchhandlung Peter Hinke, Leipzig 2017

## Filmografie
- 1980: Hedda Gabler (Studioaufzeichnung Fernsehen) (Dramaturgie)
- 1982: Bahnwärter Thiel (Fernsehfilm) (Dramaturgie)
- 1990: Rückkehr aus der Wüste (Szenarium)
- 1992: Tandem (Fernsehfilm, Drehbuch)